# Mortiis

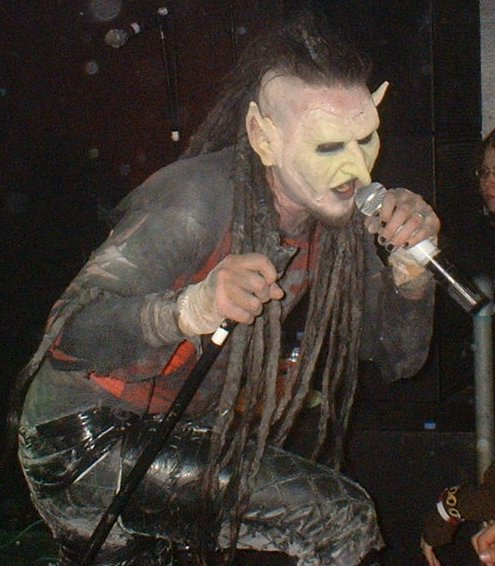
Mortiis bei einem Auftritt in Leicester, 2005

Mortiis [mɔʁ'tiːs], mit bürgerlichem Namen Håvard Ellefsen (* 25. Juli 1975 in Notodden), ist ein norwegischer Musiker, der insbesondere für sein gleichnamiges Musik-Projekt bekannt ist. Es wurde 1993 zunächst als Solo-Projekt gegründet, in dem biografische Elemente im Vordergrund standen. Mit der Zeit entwickelte sich Mortiis zu einer Band mit mehreren Mitgliedern, darunter Sarah Jezebel Deva.

## Leben
Håvard „Mortiis“ Ellefsen wurde in Notodden in der norwegischen Provinz Telemark geboren und begann seine musikalische Karriere als Gründungsmitglied und Bassist der einflussreichen Black-Metal-Band Emperor. Diese wurde 1991 gegründet, Mortiis blieb bis 1992 bei der Band und wandte sich dann Solo-Aktivitäten zu. Als Bassist ist er zu hören auf dem Demo Wrath of the Tyrant aus dem Jahr 1992, der EP Emperor von 1993 (aufgenommen im Dezember 1992) sowie auf der EP As the Shadows Rise von 1994. Auch auf dem Album In the Nightside Eclipse (1994) finden sich Lieder, die die Band mit Mortiis geschrieben hatte, an den Aufnahmen wirkte er aber nicht mehr mit. Neben seinen eigenen musikalischen Aktivitäten brachte Mortiis Anfang der 1990er ein Fanzine namens Z.A.S.T. heraus.
Nach der Trennung von Emperor wandte er sich mit seinem Soloprojekt Mortiis dem Ambient zu und gründete sein eigenes Label Dark Dungeon Music. Im Juni 1993 veröffentlichte Mortiis über Dark Dungeon Music die Demokassette The Song of a Long Forgotten Ghost. Die Kassette enthält – wie die Betitelung schon andeutet – nur einen Titel mit fast sechzig Minuten Länge. In Polen wurde das Demoalbum über das Label Pagan Moon veröffentlicht. Außerdem veröffentlichte er die Single Havard-Vond seines Nebenprojekts Vond mit Schwerpunkt auf Dark-Ambient-Musik.
Das Debütalbum Født Til å Herske des Projekts Mortiis folgte 1994. Es erschien über das deutsche Label Malicious Records, welches in den 1990er Jahren für Veröffentlichungen norwegischer Black-Metal-Alben bekannt war; hier erschienen zum Beispiel auch Werke der Bands Gorgoroth und Dødheimsgard.
Das Nachfolgealbum Ånden som Gjorde Opprør erschien 1994 über Cold Meat Industry, eines der bedeutsamsten Label im Post-Industrial-Bereich. Ebenfalls über Cold Meat Industry veröffentlichte Mortiis ein Jahr später das Album Keiser Av En Dimensjon Ukjent. Daneben experimentierte er mit anderen Musikstilen und veröffentlichte als Fata Morgana 1995 ein gleichnamiges Album und 1996 unter dem Projektnamen Cintecele Diavolui The Devil’s Songs.
1996 erschien das Album Crypt of the Wizard über Dark Dungeon Music. Dieses Album ist eine Kompilation mit den Titeln von fünf einzeln veröffentlichten EPs und ist damit das erste Album mit mehr als zwei Titeln.
Es folgte ein Wechsel zum britischen Label Earache Records, über welches 1998 das Album The Stargate veröffentlicht wurde. Dieses Album ist das letzte der Bandgeschichte, welches noch Ambient-Einfluss aufweist. Im Nachhinein wurde die Schaffensphase bis zum Album The Stargate von Ellefsen als „Era I“ betitelt, um sie gegenüber dem sich stark davon unterscheidenden Nachfolgealbum abzugrenzen, welches sozusagen eine neue Schaffensphase einleitete. Alle Alben der „Era I“ enthielten Musik, die vollständig auf Synthesizern komponiert wurde. Auf The Stargate kündigte sich bereits ein Wandel an, indem hier unter anderem zusätzlich Akustikgitarren und Flöten verwendet wurden.
Mit Veröffentlichung des Albums The Smell of Rain am 22. Oktober 2001 begann also die „Era II“ der musikalischen Geschichte Mortiis’, was einen krassen Wandel mit sich zog. Mortiis greift hier Elektronik-Elemente auf und programmiert Stücke, die sich dem Electropop zuordnen lassen. Erstmals werden wirkliche Lead Vocals und klassischere Liedstrukturen verwendet. Ellefsen begann für Live-Auftritte Session-Mitglieder zu suchen, wodurch der spätere Wandel zu einer Band begünstigt wurde.
Das Album The Grudge, welches am 13. September 2004 erschien, zog einen noch stärkeren musikalischen Wandel mit sich. Dieses Album orientiert sich stark am Industrial Rock. 2005 wurde das Album von der norwegischen Regierung zum kulturellen Artefakt erklärt, sodass es seitdem in Bibliotheken des Landes zum freien Anhören bereitsteht.
Am 16. April 2007 veröffentlichte die Band ein Remix-Album mit dem Titel Some Kind of Heroin, welches Remixes verschiedener Stücke des Grudge-Albums enthielt. Hier wirkten unter anderem Künstler wie Gothminister, Implant, The Kovenant, Velvet Acid Christ, Girls Under Glass, David Wallace, Kubrick und Dope Stars Inc. mit.
Nachdem die Band zunächst für das Wacken Open Air 2017 bestätigt wurde, wurde der Auftritt laut Veranstalter mit der Begründung abgesagt, dass die Band „in ihrer aktuellen Form in Zukunft nicht mehr existieren“ würde.

## Stil

### Image/Auftreten
Von der Bandgründung an hat Håvard „Mortiis“ Ellefsen sein Auftreten, insbesondere die Maskierung seines Gesichts, häufig verändert, bis er eine prothetische Maske und Ohren verwendete. Die Originalmaske basiert auf dem Goblin Blix aus dem Fantasyfilm Legende. Nach Erscheinen des Remix-Albums Some Kind of Heroin gab Mortiis an, die Maske abgelegt zu haben. Die Maskerade über die Jahre hinweg schafften ein besonderes Image für Ellefsen, auf welches in fast jedem Interview angesprochen wurde. Auf die Frage, was die Maske repräsentiere antwortete er „Ich sehe mich selbst nicht als Goblin oder Troll oder Elf oder überhaupt mittelalterlich. Ich bin einfach Mortiis.“

### Konzept und Texte
Während die Alben anfangs fast ausschließlich Titel mit norwegischen Texten enthielten, sind seit der Veröffentlichung des Albums The Stargate im Jahr 1998 die Texte in erster Linie in englischer Sprache verfasst. Themen, welche in den Texten aufgegriffen werden, sind hauptsächlich die Fantasie sowie Emotionen wie Depression und Wut.

### Musik
Die Ambient-Stücke haben keine klassische Liedstruktur (Strophe, Refrain etc.), weshalb Mortiis’ Stücke dieser Zeit auch meist Längen über einer viertel Stunde aufweisen.
Mit dem Album The Smell of Rain kehrte Mortiis der Ambient-Musik den Rücken und produzierte Titel, die sich eher am klassischen Liedschema orientieren und in Richtung Electropop und Industrial Rock tendieren.

## Diskografie

### Mit Emperor
- Wrath of the Tyrant (Demo, 1992)
- Emperor (EP, 1993)
- As the Shadows Rise (EP, 1994)
- In the Nightside Eclipse (1994; Texte zu Cosmic Keys to My Creations & Times und I Am the Black Wizards)

### Mit Mortiis

#### Alben
- The Song of a Long Forgotten Ghost (Demo, 1993)
- Født Til å Herske (1994)
- Ånden som Gjorde Opprør (1994)
- Keiser Av En Dimensjon Ukjent (1995)
- Blood and Thunder (1995)
- The Crypt of the Wizard (1996)
- The Stargate (1998)
- The Smell of Rain (2001)
- The Grudge (2005)
- Some Kind of Heroin (2007, Remix-Album/Compilation)
- Perfectly Defect (2010)
- The Great Deceiver (2016)
- The Great Corrupter (2017)
- The Unraveling Mind (2017)
- The Perfect Reject (2018)
- Spirit Of Rebellion (2020)

#### Singles
- The Grudge (2004)
- Decadent & Desperate (2005)

### Mit Vond
- Havard-Vond (1993, Single)
- Selvmord (1994)
- The Dark River (1996)
- Green Eyed Demon (1998)

### Mit Fata Morgana
- Fata Morgana (1995)
- Space Race (EP) (1996)

### Mit Cintecele Diavolui
- The Devil’s Songs (1996)

### Mit verschiedensten Künstlern

#### Tribut-Alben
- Echoes Of Wizard's Chamber: A Tribute To Mortiis (2022)